# チューブラー・ベルズ
『チューブラー・ベルズ』（Tubular Bells）は、マイク・オールドフィールドが1973年に発表したソロ・アルバム。オールドフィールドの個人名義としては初の作品で、当時新興レーベルであったヴァージン・レコードの第1回新譜として発売され、カタログ番号「V2001」が与えられた。

## 制作の経緯
オールドフィールドが在籍していたケヴィン・エアーズのグループが1971年に解散すると、オールドフィールドは、エアーズから譲り受けたテープレコーダーで、ソロ作品のデモ・テープ作りを開始した。このテープレコーダーは2トラック録音しかできない簡素なものだったが、オールドフィールド自身の改造により、多重録音も可能になったという。
「Opus One」という仮タイトルの付いたデモ録音を聴いた実業家のリチャード・ブランソンは、自身が設立したマナー・スタジオを1週間使用させて、オールドフィールドに本格的なレコーディングをさせることを決める。ほとんどのパートはオールドフィールド一人の演奏を多重録音したもので、最初はなかなかタイミングが合わなかったが、別の部屋に置いたメトロノームの音をマイクで拾って、それをヘッドフォンで聴きながら演奏するという方法で解決したという。そして、約束の1週間の最終日に、オールドフィールドはアルバム名にもなった楽器チューブラーベルを使うことを思いつき、また、ボンゾ・ドッグ・バンドのヴィヴィアン・スタンシャルのMCも録音された。この時、トラッド・ソング「セイラーズ・ホーンパイプ」も、スタンシャルとの共演により録音されている。
1週間で「チューブラー・ベルズ（パート1）」のほとんどのパートを録音し終えると、ブランソンは、スタジオの空き時間をオールドフィールドに使わせることにした。そして、「パート1」のコーラス・パートやアコースティック・ギターのオーバー・ダビング、「パート2」の録音が行われた。「パート2」のエンディングには、当初はスタンシャルと録音した「セイラーズ・ホーンパイプ」が組み込まれる予定だったが、最終的には、同曲を新しく録音し直したものが使用された（なお1976年のクリスマスプレゼント用に企画されたらしい、オールドフィールドの既発アルバム3枚とコラボレーション・アルバム1枚による4枚組ボックスセット『Boxed』には「セイラーズ・ホーンパイプ」を含め、当初のオールドフィールドの意向に近い形にもどしたようなバージョンが収録されている）。
そして、ブランソンが設立したヴァージン・レコードから本作の発売が決定するが、アルバム・タイトルはなかなか決まらず、ブランソンは『ブレックファスト・イン・ベッド』というタイトルも考えていた。しかし、最終的にはオールドフィールド自身が『チューブラー・ベルズ』というタイトルを提案して、それに決まった。

## 評価
1973年5月25日に本作が発売されると、7月14日付の全英アルバムチャートで初登場31位、9月1日付では7位に達してトップ10入りを果たす。その後も長期にわたってチャート・インを続け、発売から約1年4カ月後の1974年10月5日付で、全英1位に達した。なお、この時は、オールドフィールド自身のセカンド・アルバム『ハージェスト・リッジ』（1974年）が、本作によって1位から蹴落とされている。
本作発表当時、BBCでDJを務めていたジョン・ピールは本作を高く評価して、自身の番組で本作のAB面両方を放送した。それがきっかけで、イギリスで本作の売り上げが急増したという。
アメリカでは、1974年3月30日付のBillboard 200で最高3位を記録し、第17回グラミー賞では最優秀インストゥルメンタル作曲賞を受賞した。オランダでは1975年3月8日付のアルバム・チャートで初登場20位となり、同年に最高2位を記録した。

## 派生作品

### シングル
「パート1」の冒頭が、1973年12月公開のアメリカ映画『エクソシスト』のテーマ曲として使用され、ワーナーから“「エクソシスト」のテーマ チューブラー・ベルズ”としてシングル発売された。ただし、版権の問題で、オールドフィールドが演奏しているオリジナルバージョンではなく、別途、録音された別アレンジのものであり、オールドフィールドはその録音には一切の関わりを持っていない(演奏者・アーティスト名に当たる部分のクレジットはTHE MYSTIC SOUNDSとなっていた)。また日本ではワーナーパイオニア発売の同シングル盤とは別に、当初ヴァージンの日本での発売元であった日本コロムビアからも“エクソシストのテーマ”としてオリジナルバージョンから編集されたものがシングル発売された。これは後にワーナーからサントラLPが再発された際MYSTIC SOUNDS版から差し替えられたオリジナルバージョンからの編集版とも映画の中で実際に使用された編集テイクとも全く異なる編集が施されたもので、エクソシストのテーマとしては市場に最も早く出回ったといわれるリチャードヘイマン楽団演奏のアレンジに準じたような編集となっている。オールドフィールド自身は、『エクソシスト』のおかげで『チューブラー・ベルズ』がアメリカで大ヒットしたことには感謝しているが、自分の曲を編集されたことに対しては不快に思っていたという。
イギリスでは、オールドフィールド自身の意向を反映したシングル「Mike Oldfield's Single (Theme from Tubular Bells)」が1974年6月にリリースされた。これは、「パート2」からの抜粋に、オールドフィールドのアコースティック・ギターとリンゼイ・クーパーのオーボエをオーバー・ダビングしたもので、オールドフィールドによれば、これらのアイディアを発案したのはジョージ・マーティンだったという。そして、同シングルは全英シングルチャートで最高31位に達した。

### アルバム
オールドフィールドは、下記のアルバムを『チューブラー・ベルズ』のシリーズ作品としてリリースした。
- ジ・オーケストラル・チューブラー・ベルズ - The Orchestral Tubular Bells（1975年、ロイヤル・フィルハーモニー管弦楽団の演奏によるスタジオ録音盤）
- チューブラー・ベルズII - Tubular Bells II（1992年）
- チューブラー・ベルズIII - Tubular Bells III（1998年）
- ザ・ミレニアム・ベル - The Millennium Bell（1999年）
- チューブラー・ベルズ2003 - Tubular Bells 2003（2003年、本作を再録音したもの）

## 2009年ヴァージョン
2009年6月8日には、オールドフィールド自身によるステレオ・リミックスが施された再発盤『チューブラー・ベルズ<2009年ヴァージョン>』がリリースされた。同ヴァージョンは、1974年にイギリスでシングルA面としてリリースされた「マイク・オールドフィールズ・シングル」と、ヴィヴィアン・スタンシャルとの共演による「セイラーズ・ホーンパイプ（オリジナル・ヴァージョン）」が、ボーナス・トラックとして追加収録された。
CDブックレットには、マーク・パウエルが書き下ろした13ページに渡る解説が掲載されている。

## 収録曲
作曲・編曲はマイク・オールドフィールドによる。ただし、「パート2」の中に組み込まれた楽曲「セイラーズ・ホーンパイプ」は、トラッド・ソングをオールドフィールドが編曲したもの。
1. チューブラー・ベルズ（パート1） - "Tubular Bells, Part 1" - 25:58
2. チューブラー・ベルズ（パート2） - "Tubular Bells, Part 2" - 23:20

### ボーナス・トラック（2009年ヴァージョン）
1. マイク・オールドフィールズ・シングル - "Mike Oldfield's Single" - 3:53
2. セイラーズ・ホーンパイプ（オリジナル・ヴァージョン） - "Sailor's Hornpipe (Original Version with Viv Stanshall)" - 2:48

## 参加ミュージシャン
- マイク・オールドフィールド - ピアノ、グロッケンシュピール、オルガン、ベース、エレクトリック・ギター、アコースティック・ギター、チューブラーベル、ティンパニ、スパニッシュ・ギター、コーラス
- リンゼイ・クーパー - ストリング・ベース (on 1.)
- ジョン・フィールド[12] - フルート (on 1.)
- ヴィヴィアン・スタンシャル - MC (on 1.)
- サリー・オールドフィールド - コーラス (on 1. 2.)
- マンディ・エリス - ボーカル (on 1. 2.)
- サイモン・ヘイワース、トム・ニューマン - コーラス (on 2.)
- スティーヴ・ブロートン - ドラムス (on 2.)